# Dendropsophus anceps
Espèce
Synonymes
- Hyla anceps Lutz, 1929

Statut de conservation UICN

 LC  : Préoccupation mineure
Dendropsophus anceps est une espèce d'amphibiens de la famille des Hylidae.

## Répartition
Cette espèce est endémique du Brésil. Elle se rencontre jusqu'à 500 m d'altitude dans les États du Paraná, de São Paulo, de Rio de Janeiro, du Minas Gerais, de l'Espírito Santo et dans le sud-ouest de l'État de Bahia.

## Publication originale
- Lutz, 1929 : Une nouvelle espèce de Hyla. Comptes Rendus de la Société de Biologie de Paris, vol. 101, no 24, p. 943.